# Yandex Disk
Yandex.Disk (en ruso : Яндекс.Диск ) es un servicio en la nube creado por Yandex que permite a los usuarios almacenar archivos en servidores en la nube y compartirlos con otros en línea . El servicio se basa en la sincronización de datos entre diferentes dispositivos.
Yandex.Disk se lanzó en inglés en junio de 2012.

## Características
Almacenamientolos usuarios pueden cargar y guardar archivos. No hay restricciones en el tiempo de almacenamiento de archivos. Todos los archivos se cargan a través de una conexión cifrada y son revisados por un antivirus .
Sincronizaciónlos archivos se sincronizan entre todos los dispositivos habilitados para Internet del usuario, ya sea a través de la interfaz web o la aplicación móvil / de escritorio Yandex.Disk.
Compartirlos usuarios pueden compartir enlaces de descarga de archivos con otros.
Vista previael reproductor de flash incorporado permite a las personas escuchar canciones.
Integración con otros servicios de Yandexpermite a las personas administrar sus archivos en otros servicios de Yandex como Yandex.Mail y Yandex.Narod. Todos los archivos adjuntos enviados y recibidos se colocan automáticamente en una carpeta y se pueden buscar fácilmente.
Soporte de WebDAVsignifica que los archivos se pueden administrar con cualquier aplicación compatible con el protocolo WebDAV. La API de Yandex.Disk se puede usar en cualquier programa de software que admita WebDAV.

## Plataformas compatibles

### Versión web
Ubicado dentro de Yandex.Mail en la pestaña "Archivos".

### Aplicación de escritorio
Hay aplicaciones disponibles para los siguientes sistemas operativos:
- Windows XP SP3
- Windows Vista y Windows 7
- Mac OS
- Versión de línea de comando para Linux

### Versión móvil
La versión móvil se incluye como parte de Yandex.Mail para:
- iOS
- Android
- Teléfono windows
- Symbian

La aplicación móvil permite a los usuarios ver archivos en Yandex.Disk, cargar archivos desde su dispositivo móvil, descargar archivos para usarlos sin conexión y enlaces de descarga de archivos de correo electrónico.

## WebDAV API
La API de Yandex.Disk también es compatible con el protocolo WebDAV, que permite a las aplicaciones de terceros cargar archivos en el servicio de almacenamiento en la nube de Yandex.La API de Yandex.Disk facilita la sincronización de información entre teléfonos inteligentes, tabletas, laptops y computadoras de escritorio.
La API permite a los desarrolladores:
Administrar archivos de usuario de Yandex.Disk
almacenar archivos creados por el propio software de los desarrolladores
almacenar la configuración de la aplicación y usarla en cualquier dispositivo habilitado para Internet
La documentación de la API Yandex.Disk fue lanzada el 28 de abril de 2012.

## Almacenamiento
El servicio se proporciona completamente gratis. Todo el mundo comienza con una asignación gratuita de 10 GB, que se puede aumentar mediante la compra de paquetes de espacio adicional, algunas promociones especiales, códigos promocionales o certificados. No obstante, el servicio ofrece almacenamiento ilimitado y gratuito para las fotos y vídeos que se hayan realizado con la cámara del móvil; únicamente hay que activar la carga automática ilimitada desde la aplicación móvil
Yandex (en colaboración con empresas asociadas) realiza ciertas promociones especiales de forma irregular, las cuales se pueden consultar aquí.

## Historia
- 5 de abril de 2012: se lanzó la versión beta del servicio.
- 3 de mayo de 2012: se lanza la primera API y el cliente de código abierto.
- 24 de mayo de 2012: se introdujo un reproductor flash en la interfaz web y se agregó un botón "Guardar en mi disco" a la página de archivos compartidos, que permite a los usuarios compartir archivos publicados por otros en sus cuentas.
- 26 de junio de 2012: versiones en inglés y turco disponibles.